# Dirk Brauns
Dirk Brauns (geboren 1968 in Ost-Berlin) ist ein deutscher Schriftsteller.

## Leben
Dirk Brauns wuchs in Ost-Berlin auf und leistete nach dem Abitur drei Jahre Wehrdienst bei der Nationalen Volksarmee. Von 1990 bis 1993 studierte er Dramaturgie und Szenisches Schreiben an der Hochschule der Künste Berlin. Ab 1999 arbeitete er als Zeitungskorrespondent in Peking, Warschau und Minsk und schrieb unter anderem für Die Woche, die Berliner Zeitung und die Wirtschaftswoche. Er lebt seit 2013 in Oberbayern.
Brauns wurde 1993 zu den Tagen der deutschsprachigen Literatur nach Klagenfurt eingeladen. 2013 erschien sein Debütroman Im Inneren des Landes. Sein Doku-Roman Café Auschwitz erschien zuerst 2013 in polnischer Sprache.

## Werke (Auswahl)
- Berlin-München, zu Fuss. Stuttgart : Quell, 1997
- Im Inneren des Landes : Roman. Berlin : Galiani, 2012
  - Hörspielbearbeitung von Stefan Kanis, 2013
- Café Auschwitz. Vorwort Zofia Posmysz-Piasecka. Übersetzung Wojciech Włoskowicz. Warschau : Wydawnictwo Akcent, 2013
  - Café Auschwitz : Roman. Berlin : KLAK, 2015
- Wir müssen dann fort sein : Roman. Berlin : Galiani, 2016
- Die Unscheinbaren : Roman. Berlin : Galiani, 2019